# Mavi Jeans
Mavi (türkisch: blau) ist ein türkisches Modelabel. Das Unternehmen wurde 1991 von Sait Akarlılar gegründet und hat sich von seinen Ursprüngen als Hersteller von Premium-Denim für führende internationale Marken zum globalen Händler entwickelt. Das Unternehmen beschäftigt stand 2021 mehr als 4000 Mitarbeiter und hat seinen Hauptsitz in Istanbul, Türkei.

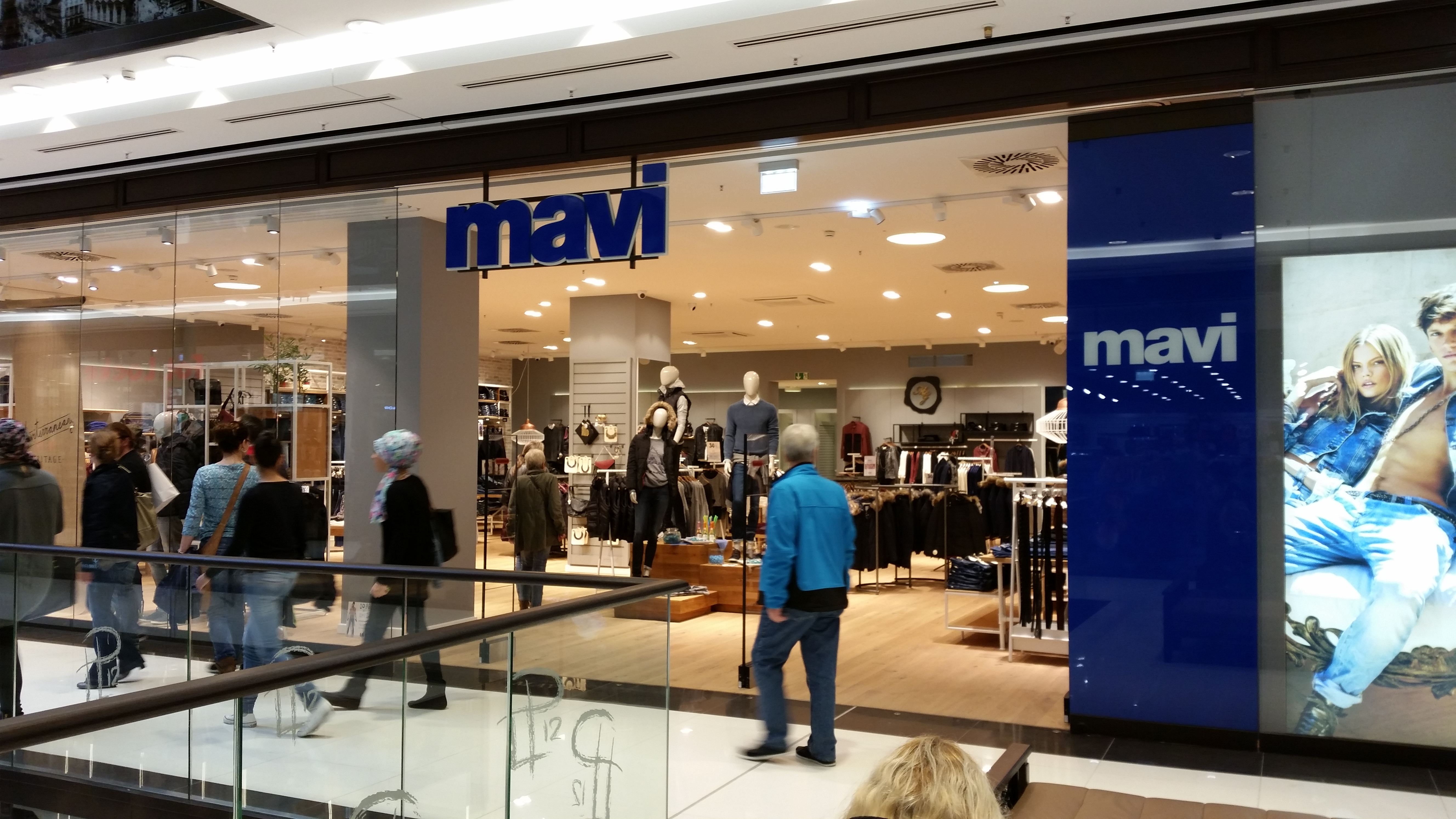
Mavi Jeans Store in der LP12 Mall of Berlin

Mavi verfügt über 439 Retail-Stores, darunter Flagship-Stores in den Städten New York, Vancouver, Montreal, Berlin, Frankfurt und Düsseldorf. Weltweit hat das Unternehmen über 4.000 Großhandelskunden und verkauft seine Kollektionen in 50 Ländern, darunter Deutschland, USA, Kanada, Australien, Dänemark, Österreich, Schweiz und die Niederlande. Mavi stellte zum 20-jährigen Jubiläum ein neues Store-Konzept namens „Mavi Denim Kitchen“ vor, das in den Retail Stores und in Shop-in-Shops umgesetzt wird.